# Paryż-Roubaix 2006
Paryż-Roubaix 2006 – 104. edycja Piekła Północy, czyli kolarskiego wyścigu Paryż-Roubaix. Odbyła się 9 kwietnia 2006 roku. Kolarze mieli do przejechania 259 km. Start wyścigu odbył się w Compiègne pod Paryżem.
Jedyny Polak startujący w wyścigu, Piotr Mazur, nie dojechał do mety w Roubaix.

## Wyniki

### Compiègne-Roubaix, 259 km
|    | Zawodnik            | Państwo    | Drużyna                            | Czas      |
| -- | ------------------- | ---------- | ---------------------------------- | --------- |
| 1  | Fabian Cancellara   | Szwajcaria | Team CSC                           | 6h 07'54" |
| DQ | Leif Hoste          | Belgia     | Discovery Channel Pro Cycling Team | + 1'23"   |
| DQ | Peter Van Petegem   | Belgia     | Davitamon-Lotto                    | --        |
| DQ | Władimir Gusiew     | Rosja      | Discovery Channel Pro Cycling Team | --        |
| 2  | Tom Boonen          | Belgia     | Quick Step-Innergetic              | + 1'49"   |
| 3  | Alessandro Ballan   | Włochy     | Lampre-Fondital                    | --        |
| 4  | Juan Antonio Flecha | Hiszpania  | Rabobank                           | --        |
| 5  | Bernhard Eisel      | Austria    | La Française des Jeux              | + 3'25"   |
| 6  | Steffen Wesemann    | Szwajcaria | T-Mobile Team                      | + 5'35"   |
| 7  | Frédéric Guesdon    | Francja    | La Française des Jeux              | + 6'31"   |
| 8  | Bert Roesems        | Belgia     | Davitamon-Lotto                    | + 6'44"   |
| 9  | Christophe Mengin   | Francja    | La Française des Jeux              | --        |
| 10 | Staf Scheirlinckx   | Belgia     | Cofidis, Le Crédit par Téléphone   | + 6'45"   |

### Dyskwalifikacje
Leif Hoste, Peter van Petegem oraz Władimir Gusiew zostali z początku sklasyfikowani na miejscach od 2 do 4 (z czasem 1'23" straty do zwycięzcy), jednak później zostali zdyskwalifikowani za nieprzepisowe przejechanie zamkniętego przejazdu kolejowo-drogowego. W wyniku tego zdarzenia Tom Boonen, ówczesny mistrz świata i faworyt wyścigu, zajął ostatecznie 2. miejsce.